# Команска антична сграда
Команската антична сграда (на гръцки: Αρχαίο κτήριο στον Κόμανο) е археологически обект в кайлярското село Коман (Команос), Егейска Македония.
Представлява останки от сграда със запазен мозаечен под. Разположена е на територията на съоръженията на въгледобивната компания ЛИПТОЛ. Датира от V век.
Сградата е обявена за защитен паметник в 1970 година.